# Bandarban Sadar Upazila
Bandarban Sadar Upazila är ett underdistrikt i Bangladesh.   Det ligger i provinsen Chittagong, i den sydöstra delen av landet, 250 kilometer sydost om huvudstaden Dhaka.
I omgivningarna runt Bandarban Sadar Upazila växer huvudsakligen savannskog. Runt Bandarban Sadar Upazila är det ganska tätbefolkat, med 80 invånare per kvadratkilometer.